# Brassinosteroid

Brassinolide, brassinosteroid đầu tiên được phân lập và cho thấy hoạt tính sinh học.

Brassinosteroids (BR) là một loại polyhydroxysteroid và đã được công nhận là lớp thứ sáu của các kích thích tố thực vật. Lần đầu tiên chúng được khám phá ra là cách đây gần 40 năm trước, khi Mitchell và cộng sự báo cáo sự kích thích kéo dài thân và phân chia tế bào sau khi xử lý các chất hữu cơ được chiết xuất từ hạt phấn của cây cải dầu (Brassica napus).Brassinolide là brassinosteroid được phân lập lập đầu tiên vào năm 1979, khi hạt phấn từ Brassica napus được chứng minh là giúp thúc đẩy quá trình kéo dài thân và phân bào, và phân tử hoạt tính sinh học đã được phân lập. Lượng brassinosteroid từ 230 kg hạt phấn Brassica napus là cực ít, chỉ có 10 mg. Kể từ khi phát hiện ra, đã có hơn 70 hợp chất BR đã được phân lập từ thực vật cho đến nay.

## Hoạt động hormone
BR đã được chứng minh là tham gia vào nhiều quá trình ở thực vật:
- Kích thích mở rộng tế bào và dãn dài tế bào,[5] chúng cần hoạt động cùng với auxin để có tác dụng này.[7]
- Có một vai trò chưa rõ ràng trong việc phân chia tế bào và tái tạo thành tế bào.[5]
- Khuyến khích sự phân hóa bó mạch; Sự truyền tín hiệu BR đã được nghiên cứu trong quá trình phân hóa các bó mạch.[8]
- Cần thiết cho sự kéo dài hạt phấn cho sự hình thành ống phấn.[9]
- Tăng tốc lão hóa trong các dòng tế bào chết; việc lão hóa chậm lại trong các đột biến BR ủng hộ rằng tác dụng này có thể có liên quan về mặt sinh học.[5]
- Có thể cung cấp một số bảo vệ cho cây trồng trong thời gian bị stress về lạnh và hạn hán.[5]